# Sigge Hill
Ej att förväxla med musikern Sigge Wassberg (1927–1971)
Sigge Hill, artistnamn för Swasse Sigvard Wassberg, ursprungligen Jan Sigvard Wassberg, född 30 oktober 1961 i Umeå stadsförsamling i Västerbottens län, är en svensk countrymusiker som framför allt gjort sig känd som artist i hemstaden Hudiksvall. 
Under 1980-talet spelade Hill bas i punkbandet Missbrukarna, samt gitarr och sjöng i garagerockbandet The Bangsters, med skivkontrakt med franska New Rose records. Som soloartist var hans stora glansperiod under 1990-talet, och nuförtiden är han mest känd för sina "Jukebox"-kvällar i Hudiksvall, där han alltid har hemliga gäster. Under de senaste åren har bland annat artister som Dregen från Backyard Babies, Lars Winnerbäck, Lisa Ekdahl, Jakob Hellman, Petter, Per Persson, Ebbot Lundberg, Titiyo, Plura, Howlin' Pelle Almqvist från The Hives, Miss Li, Nicolai Dunger, Anna Järvinen, Tomas Andersson Wij och Ola Salo från The Ark gästat. 
Han gästade även Eksjö under Eksjö Julshow (2008) och hade "Sigge Hills Jukebox" med gästartisterna Patrik Isaksson, Magnus Carlson och Frida Öhrn. Julshowen var vid fem tillfällen under perioden 4–13 december.
Hans skivor har getts ut på det lokala skivbolaget Start Klart Records AB, som ägs av Per Sonerud i Hudiksvall.
Sigge Hill är son till musikern Sigge Wassberg och hovmästaren Britta, ogift Larsson, samt sonson till musikern Rolf Degerman och sångerskan Greta Wassberg.